# Dmitrij Morozow (łyżwiarz szybki)
Dmitrij Władimirowicz Morozow (ros. Дмитрий Владимирович Морозов; ur. 28 sierpnia 1996 w Akmole) – kazachski łyżwiarz szybki, olimpijczyk z Pekinu 2022.

## Życie prywatne
Mieszka w Ałmaty. Jest żonaty z Nadieżdą Morozową, która również jest łyżwiarką szybką.

## Kariera
W Pucharze Świata zadebiutował w 2017.

## Wyniki

### Igrzyska olimpijskie
- Pekin 2022
  - 1000 m – 17. miejsce
  - 1500 m – 18. miejsce
  - bieg masowy – 19. miejsce

### Mistrzostwa świata na dystansach
- Inzell 2019
  - bieg drużynowy – 8. miejsce
- Salt Lake City 2020
  - 10000 m – DNF
- Heerenveen 2021
  - 1500 m – 16. miejsce
  - bieg masowy – 18. miejsce
  - bieg drużynowy – 6. miejsce

### Mistrzostwa świata w wieloboju
- Hamar 2020
  - wielobój – 20. miejsce

### Igrzyska olimpijskie młodzieży
- Innsbruck 2012
  - 500 m – DNF
  - 3000 m – 9. miejsce
  - bieg masowy – 11. miejsce